# Wahlkreis Schwalm-Eder II
Der Wahlkreis Schwalm-Eder II (Wahlkreis 8) ist ein hessischer Landtagswahlkreis. Er umfasst den südlichen Teil des Schwalm-Eder-Kreises mit den Städten und Gemeinden Bad Zwesten, Borken, Frielendorf, Gilserberg, Homberg (Efze), Jesberg, Knüllwald, Neuental, Neukirchen, Oberaula, Ottrau, Schrecksbach, Schwalmstadt, Schwarzenborn und Willingshausen.
Wahlberechtigt waren bei der letzten Landtagswahl 75.907 der rund 96.000 Einwohner des Wahlkreises.
Der Wahlkreis wurde in seiner jetzigen Form am 1. Januar 1983 geschaffen, davor gehörten Borken, Homberg, Jesberg, Knüllwald, Neuental und Zwesten zum Wahlkreis 8 sowie Frielendorf, Gilserberg, Neukirchen, Oberaula, Ottrau, Schrecksbach, Schwalmstadt, Schwarzenborn und Willingshausen zum Wahlkreis 10.

## Wahl 2023
| Landtagswahl in Hessen 2023 – WK Schwalm-Eder IIZweitstimmen %403020100 30,4 %26,2 %18,1 %7,4 %6,7 %5,0 %2,1 %1,7 %0,6 %0,4 %0,3 %1,1 % CDUAfDSPDGrüneFWFDPLinkeTierschutzPARTEIBasisPiratenSonst.Gewinne und Verlusteim Vergleich zu 2018 %p 10 8 6 4 2 0 −2 −4 −6 −8+6,6 %p+9,5 %p−8,0 %p−6,1 %p+1,3 %p−2,1 %p−2,3 %p+0,8 %p+0,1 %p+0,4 %p−0,1 %p−1,2 %pCDUAfDSPDGrüneFWFDPLinkeTierschutzPARTEIBasisPiratenSonst. |

| Gegenstand der Nachweisung     | Gegenstand der Nachweisung | Erst- stimmen | Erst- stimmen | Zweit- stimmen | Zweit- stimmen |
| Bewerber                       | Partei                     | Anzahl        | %             | Anzahl         | %              |
| ------------------------------ | -------------------------- | ------------- | ------------- | -------------- | -------------- |
| Wahlberechtigte                | Wahlberechtigte            | 69.804        | 69.804        | 69.804         | 69.804         |
| Wähler                         | Wähler                     | 48.515        | 48.515        | 48.515         | 69,5           |
| Ungültige Stimmen              | Ungültige Stimmen          | 1.260         | 2,6           | 1.118          | 2,3            |
| Gültige Stimmen                | Gültige Stimmen            | 47.255        | 97,4          | 47.397         | 97,7           |
| davon                          |                            |               |               |                |                |
| Christin Ziegler               | CDU                        | 14.000        | 29,6          | 14.427         | 30,4           |
| Kerstin Diehl                  | GRÜNE                      | 3.233         | 6,8           | 3.515          | 7,4            |
| Martin Herbold                 | SPD                        | 9.911         | 21,0          | 8.589          | 18,1           |
| Peter Völker                   | AfD                        | 11.815        | 25,0          | 12.420         | 26,2           |
| Wiebke Knell                   | FDP                        | 3.154         | 6,7           | 2.354          | 5,0            |
| Heidemarie Scheuch-Paschkewitz | Die Linke                  | 1.132         | 2,4           | 972            | 2,1            |
| Engin Eroglu                   | Freie Wähler               | 4.010         | 8,5           | 3.172          | 6,7            |
|                                | Tierschutzpartei           |               |               | 800            | 1,7            |
|                                | Die PARTEI                 | 293           | 0,6           |                |                |
|                                | Piraten                    | 120           | 0,3           |                |                |
|                                | ÖDP                        | 48            | 0,1           |                |                |
|                                | P. f. schulm. Verjf.       | 31            | 0,1           |                |                |
|                                | V-Partei³                  | 114           | 0,2           |                |                |
|                                | PdH                        | 37            | 0,1           |                |                |
|                                | ABG                        | 98            | 0,2           |                |                |
|                                | APPD                       | 39            | 0,1           |                |                |
|                                | Basis                      | 178           | 0,4           |                |                |
|                                | DKP                        | 29            | 0,1           |                |                |
|                                | DIE NEUE MITTE             | 22            | 0,1           |                |                |
|                                | Volt                       | 64            | 0,1           |                |                |
|                                | Klimaliste                 | 75            | 0,2           |                |                |

## Wahl 2018
| Gegenstand der Nachweisung     | Gegenstand der Nachweisung | Wahlkreis- stimmen | Wahlkreis- stimmen | Landes- stimmen | Landes- stimmen |
| Kreiswahlbewerber/in           | Partei                     | Anzahl             | %                  | Anzahl          | %               |
| ------------------------------ | -------------------------- | ------------------ | ------------------ | --------------- | --------------- |
| Wahlberechtigte                | Wahlberechtigte            | 71.320             | 100,0              | 71.320          | 100,0           |
| Wähler                         | Wähler                     | 47.915             | 67,2               | 47.915          | 67,2            |
| Ungültige Stimmen              | Ungültige Stimmen          | 1.549              | 3,2                | 1.424           | 3,0             |
| Gültige Stimmen                | Gültige Stimmen            | 46.366             | 96,8               | 46.491          | 97,0            |
| davon                          |                            |                    |                    |                 |                 |
| Matthias Wettlaufer            | CDU                        | 11.728             | 25,3               | 11.074          | 23,8            |
| Regine Müller                  | SPD                        | 13.554             | 29,2               | 12.132          | 26,1            |
| Marcel Breidenstein            | GRÜNE                      | 5.058              | 10,9               | 6.288           | 13,5            |
| Heidemarie Scheuch-Paschkewitz | LINKE                      | 2.021              | 4,4                | 2.044           | 4,4             |
| Wiebke Knell                   | FDP                        | 3.734              | 8,1                | 3.294           | 7,1             |
| Peter Völker                   | AfD                        | 7.333              | 15,8               | 7.760           | 16,7            |
| –                              | PIRATEN                    | x                  | x                  | 196             | 0,4             |
| Engin Eroglu                   | Freie Wähler Hessen        | 2.928              | 6,3                | 2.528           | 5,4             |
| –                              | NPD                        | x                  | x                  | 128             | 0,3             |
| –                              | Die PARTEI                 | x                  | x                  | 213             | 0,5             |
| –                              | ÖDP                        | x                  | x                  | 32              | 0,1             |
| –                              | Die Grauen                 | x                  | x                  | 54              | 0,1             |
| –                              | BüSo                       | x                  | x                  | 8               | 0,0             |
| –                              | AD-Demokraten              | x                  | x                  | 7               | 0,0             |
| –                              | Bündnis C                  | x                  | x                  | 45              | 0,1             |
| –                              | BGE                        | x                  | x                  | 32              | 0,1             |
| –                              | Die Violetten              | x                  | x                  | 41              | 0,1             |
| –                              | LKR                        | x                  | x                  | 19              | 0,0             |
| –                              | Menschliche Welt           | x                  | x                  | 33              | 0,1             |
| –                              | Die Humanisten             | x                  | x                  | 13              | 0,0             |
| –                              | Gesundheitsforschung       | x                  | x                  | 76              | 0,2             |
| –                              | Tierschutzpartei           | x                  | x                  | 409             | 0,9             |
| –                              | V-Partei³                  | x                  | x                  | 65              | 0,1             |

Neben der direkt gewählten Wahlkreisabgeordneten Regine Müller (SPD) wurde die FDP-Kandidatin Wiebke Knell über die Landesliste ihrer Partei gewählt.

## Wahl 2013
| Gegenstand der Nachweisung | Gegenstand der Nachweisung | Wahlkreis- stimmen | Wahlkreis- stimmen | Landes- stimmen | Landes- stimmen |
| Kreiswahlbewerber/in       | Partei                     | Anzahl             | %                  | Anzahl          | %               |
| -------------------------- | -------------------------- | ------------------ | ------------------ | --------------- | --------------- |
| Wahlberechtigte            | Wahlberechtigte            | 73.835             | 100,0              | 73.835          | 100,0           |
| Wähler                     | Wähler                     | 54.053             | 73,2               | 54.053          | 73,2            |
| Ungültige Stimmen          | Ungültige Stimmen          | 2.224              | 4,1                | 1.930           | 3,6             |
| Gültige Stimmen            | Gültige Stimmen            | 51.829             | 100,0              | 52.123          | 100,0           |
| davon                      |                            |                    |                    |                 |                 |
| Matthias Wettlaufer        | CDU                        | 19.428             | 37,5               | 18.265          | 35,0            |
| Regine Müller              | SPD                        | 22.237             | 42,9               | 20.313          | 39,0            |
| Wiebke Reich               | FDP                        | 2.049              | 4,0                | 2.148           | 4,1             |
| Marcel Breidenstein        | GRÜNE                      | 2.718              | 5,2                | 3.719           | 7,1             |
| Lutz Baumann               | LINKE                      | 2.486              | 4,8                | 2.450           | 4,7             |
| Detlef Jacob               | Freie Wähler Hessen        | 1.832              | 3,5                | 1.117           | 2,1             |
|                            | NPD                        | x                  | x                  | 618             | 1,2             |
|                            | REP                        | x                  | x                  | 110             | 0,2             |
| Volker Gläser              | PIRATEN                    | 1.079              | 2,1                | 821             | 1,6             |
|                            | BüSo                       | x                  | x                  | 19              | 0,0             |
|                            | ADd                        | x                  | x                  | 68              | 0,1             |
|                            | Die Grauen                 | x                  | x                  | 33              | 0,1             |
|                            | AfD                        | x                  | x                  | 2.138           | 4,1             |
|                            | AVIP                       | x                  | x                  | 33              | 0,1             |
|                            | LUPe                       | x                  | x                  | 7               | 0,0             |
|                            | ÖDP                        | x                  | x                  | 38              | 0,1             |
|                            | Die PARTEI                 | x                  | x                  | 198             | 0,4             |
|                            | PSG                        | x                  | x                  | 28              | 0,1             |

Mit 4,1 % (Wahlkreisstimmen) bzw. 3,6 % Landesstimmen gehört der Wahlkreis zu denen mit dem höchsten Anteil ungültiger Stimmen. Regine Müller zog als Gewinner des Direktmandats in den Landtag ein.

## Wahl 2009
|                        | Partei            | Wahlkreis- stimmen | Wahlkreis- stimmen | Landes- stimmen | Landes- stimmen |
| Anzahl                 | Partei            | %                  | Anzahl             | %               |                 |
| ---------------------- | ----------------- | ------------------ | ------------------ | --------------- | --------------- |
| Wahlberechtigte        | Wahlberechtigte   | 75.907             | 100,0              | 75.907          | 100,0           |
| Wähler                 | Wähler            | 45.866             | 60,4               | 45.866          | 60,4            |
| Ungültige Stimmen      | Ungültige Stimmen | 2.102              | 4,6                | 2.005           | 4,4             |
| Gültige Stimmen        | Gültige Stimmen   | 43.764             | 100,0              | 43.861          | 100,0           |
| davon                  |                   |                    |                    |                 |                 |
| Reinhard Otto          | CDU               | 15.091             | 34,5               | 14.295          | 32,6            |
| Regine Müller          | SPD               | 17.002             | 38,8               | 15.017          | 34,2            |
| Wiebke Reich           | FDP               | 5.876              | 13,4               | 6.421           | 14,6            |
| Martin Häusling        | GRÜNE             | 3.106              | 7,1                | 3.874           | 8,8             |
| Lutz Baumann           | LINKE             | 1.947              | 4,4                | 2.258           | 5,1             |
|                        | REP               | –                  | –                  | 190             | 0,4             |
|                        | FREIE WÄHLER      | –                  | –                  | 1.035           | 2,4             |
| Hans-Gerhard Drechsler | NPD               | 551                | 1,3                | 552             | 1,3             |
|                        | PIRATEN           | –                  | –                  | 162             | 0,4             |
|                        | BüSo              | –                  | –                  | 57              | 0,1             |
| Peter Schmidt          | Einzelbewerber    | 191                | 0,4                | –               | –               |

Neben Regine Müller als Gewinnerin des Direktmandats ist aus dem Wahlkreis noch Martin Häusling über die Landesliste in den Landtag eingezogen.

## Wahl 2008
|                      | Partei               | Wahlkreis- stimmen | Wahlkreis- stimmen | Landes- stimmen | Landes- stimmen |
| Anzahl               | Partei               | %                  | Anzahl             | %               |                 |
| -------------------- | -------------------- | ------------------ | ------------------ | --------------- | --------------- |
| Wahlberechtigte      | Wahlberechtigte      | 76.278             | 100,0              | 76.278          | 100,0           |
| Wähler               | Wähler               | 50.790             | 66,6               | 50.790          | 66,6            |
| Ungültige Stimmen    | Ungültige Stimmen    | 2.141              | 4,2                | 1.918           | 3,8             |
| Gültige Stimmen      | Gültige Stimmen      | 48.649             | 100,0              | 48.872          | 100,0           |
| davon                |                      |                    |                    |                 |                 |
| Reinhard Otto        | CDU                  | 15.494             | 31,8               | 15.110          | 30,9            |
| Regine Müller        | SPD                  | 21.608             | 44,4               | 21.521          | 44,0            |
| Martin Häusling      | GRÜNE                | 2.732              | 5,6                | 2.543           | 5,2             |
| Wiebke Reich         | FDP                  | 3.854              | 7,9                | 4.386           | 9,0             |
| Monika Klingler      | REP                  | 605                | 1,2                | 489             | 1,0             |
|                      | Die Tierschutzpartei | –                  | –                  | 257             | 0,5             |
|                      | BüSo                 | –                  | –                  | 9               | 0,0             |
|                      | PSG                  | –                  | –                  | 19              | 0,0             |
| Markus Trümpert      | Volksabstimmung      | 130                | 0,3                | 93              | 0,2             |
|                      | GRAUE                | –                  | –                  | 69              | 0,2             |
| Volker Kaphingst     | LINKE                | 2.098              | 4,3                | 2.687           | 5,5             |
|                      | Die Violetten        | –                  | –                  | 38              | 0,1             |
|                      | FAMILIE              | –                  | –                  | 127             | 0,3             |
| Karl-Heinrich Knigge | FREIE WÄHLER         | 1.527              | 3,1                | 798             | 1,6             |
| Alexander Baranowski | NPD                  | 522                | 1,1                | 622             | 1,3             |
|                      | PIRATEN              | –                  | –                  | 75              | 0,2             |
|                      | UB                   | –                  | –                  | 29              | 0,1             |
| Peter Schmidt        | Einzelbewerber       | 79                 | 0,2                | –               | –               |

## Wahl 2003
|                   | Partei               | Wahlkreis- stimmen | Wahlkreis- stimmen | Landes- stimmen | Landes- stimmen |
| Anzahl            | Partei               | %                  | Anzahl             | %               |                 |
| ----------------- | -------------------- | ------------------ | ------------------ | --------------- | --------------- |
| Wahlberechtigte   | Wahlberechtigte      | 77.487             | 100,0              | 77.487          | 100,0           |
| Wähler            | Wähler               | 50.609             | 65,3               | 50.609          | 65,3            |
| Ungültige Stimmen | Ungültige Stimmen    | 1.519              | 3,0                | 1.283           | 2,5             |
| Gültige Stimmen   | Gültige Stimmen      | 49.090             | 100,0              | 49.326          | 100,0           |
| davon             |                      |                    |                    |                 |                 |
| Reinhard Otto     | CDU                  | 21.829             | 44,5               | 21.920          | 44,4            |
| Heinrich Haupt    | SPD                  | 20.612             | 42,0               | 18.769          | 38,1            |
| Martin Häusling   | GRÜNE                | 2.874              | 5,9                | 3.103           | 6,3             |
| Wiebke Reich      | FDP                  | 3.775              | 7,7                | 3.877           | 7,9             |
|                   | REP                  | –                  | –                  | 655             | 1,3             |
|                   | Die Tierschutzpartei | –                  | –                  | 336             | 0,7             |
|                   | DIE FRAUEN           | –                  | –                  | 156             | 0,3             |
|                   | PBC                  | –                  | –                  | 93              | 0,2             |
|                   | DKP                  | –                  | –                  | 69              | 0,1             |
|                   | ödp                  | –                  | –                  | 25              | 0,1             |
|                   | BüSo                 | –                  | –                  | 14              | 0,0             |
|                   | FAG Hessen           | –                  | –                  | 40              | 0,1             |
|                   | PSG                  | –                  | –                  | 21              | 0,0             |
|                   | Schill               | –                  | –                  | 248             | 0,5             |

## Wahl 1999
|                   | Partei               | Wahlkreis- stimmen | Wahlkreis- stimmen | Landes- stimmen | Landes- stimmen |
| Anzahl            | Partei               | %                  | Anzahl             | %               |                 |
| ----------------- | -------------------- | ------------------ | ------------------ | --------------- | --------------- |
| Wahlberechtigte   | Wahlberechtigte      | 77.297             | 100,0              | 77.297          | 100,0           |
| Wähler            | Wähler               | 54.380             | 70,4               | 54.380          | 70,4            |
| Ungültige Stimmen | Ungültige Stimmen    | 1.009              | 1,9                | 910             | 1,7             |
| Gültige Stimmen   | Gültige Stimmen      | 53.371             | 100,0              | 53.470          | 100,0           |
| davon             |                      |                    |                    |                 |                 |
| Reinhard Otto     | CDU                  | 19.992             | 37,5               | 19.652          | 36,8            |
| Heinrich Haupt    | SPD                  | 27.778             | 52,0               | 26.641          | 49,8            |
| Martin Häusling   | GRÜNE                | 2.162              | 4,1                | 2.195           | 4,1             |
| Manfred März      | F.D.P.               | 1.853              | 3,5                | 2.429           | 4,5             |
| Ingeborg Godenau  | REP                  | 1.586              | 3,0                | 1.454           | 2,7             |
|                   | Die Tierschutzpartei | –                  | –                  | 270             | 0,5             |
|                   | DIE FRAUEN           | –                  | –                  | 150             | 0,3             |
|                   | PASS                 | –                  | –                  | 27              | 0,1             |
|                   | DKP                  | –                  | –                  | 33              | 0,1             |
|                   | BüSo                 | –                  | –                  | 4               | 0,0             |
|                   | FWG                  | –                  | –                  | 310             | 0,6             |
|                   | PBC                  | –                  | –                  | 57              | 0,1             |
|                   | DHP                  | –                  | –                  | 7               | 0,0             |
|                   | NATURGESETZ          | –                  | –                  | 41              | 0,1             |
|                   | ödp                  | –                  | –                  | 17              | 0,0             |
|                   | NPD                  | –                  | –                  | 96              | 0,2             |
|                   | BFB-Die Offensive    | –                  | –                  | 87              | 0,2             |

## Wahl 1995
|                   | Partei            | Wahlkreis- stimmen | Wahlkreis- stimmen | Landes- stimmen | Landes- stimmen |
| Anzahl            | Partei            | %                  | Anzahl             | %               |                 |
| ----------------- | ----------------- | ------------------ | ------------------ | --------------- | --------------- |
| Wahlberechtigte   | Wahlberechtigte   | 76.736             | 100,0              | 76.736          | 100,0           |
| Wähler            | Wähler            | 55.542             | 72,4               | 55.542          | 72,4            |
| Ungültige Stimmen | Ungültige Stimmen | 1.656              | 3,0                | 1.427           | 2,6             |
| Gültige Stimmen   | Gültige Stimmen   | 53.886             | 100,0              | 54.115          | 100,0           |
| davon             |                   |                    |                    |                 |                 |
| Karl-Heinz Ernst  | SPD               | 26.135             | 48,5               | 25.523          | 47,2            |
| Karin Schmidt     | CDU               | 20.316             | 37,7               | 18.781          | 34,7            |
| Klaus Bölling     | GRÜNE             | 3.462              | 6,4                | 3.834           | 7,1             |
| Ortwin Sprenger   | F.D.P.            | 2.640              | 4,9                | 3.968           | 7,3             |
|                   | ÖDP               | –                  | –                  | 77              | 0,1             |
|                   | GRAUE             | –                  | –                  | 188             | 0,3             |
| Rainer Volker     | REP               | 1.117              | 2,1                | 1.076           | 2,0             |
|                   | BüSo              | –                  | –                  | 6               | 0,0             |
|                   | APD               | –                  | –                  | 141             | 0,3             |
|                   | DKP               | –                  | –                  | 22              | 0,0             |
|                   | NPD               | –                  | –                  | 107             | 0,2             |
|                   | DHP               | –                  | –                  | 13              | 0,0             |
|                   | f.NEP             | –                  | –                  | 29              | 0,1             |
|                   | NATURGESETZ       | –                  | –                  | 77              | 0,1             |
|                   | BFB               | –                  | –                  | 52              | 0,1             |
|                   | PBC               | –                  | –                  | 91              | 0,2             |
| Klaus-Dieter Keim | STATT Partei      | 216                | 0,4                | 130             | 0,2             |

## Wahl 1991
|                     | Partei            | Wahlkreis- stimmen | Wahlkreis- stimmen | Landes- stimmen | Landes- stimmen |
| Anzahl              | Partei            | %                  | Anzahl             | %               |                 |
| ------------------- | ----------------- | ------------------ | ------------------ | --------------- | --------------- |
| Wahlberechtigte     | Wahlberechtigte   | 75.713             | 100,0              | 75.713          | 100,0           |
| Wähler              | Wähler            | 57.582             | 76,1               | 57.582          | 76,1            |
| Ungültige Stimmen   | Ungültige Stimmen | 1.435              | 2,5                | 1.285           | 2,2             |
| Gültige Stimmen     | Gültige Stimmen   | 56.147             | 100,0              | 56.297          | 100,0           |
| davon               |                   |                    |                    |                 |                 |
| Karin Schmidt       | CDU               | 20.459             | 36,4               | 19.144          | 34,0            |
| Karl-Heinz Ernst    | SPD               | 30.030             | 53,5               | 28.949          | 51,4            |
| Klaus Bölling       | GRÜNE             | 2.673              | 4,8                | 3.160           | 5,6             |
| Heinrich Engelhardt | F.D.P.            | 2.985              | 5,3                | 3.861           | 6,9             |
|                     | REP               | –                  | –                  | 818             | 1,5             |
|                     | DIE GRAUEN        | –                  | –                  | 149             | 0,3             |
|                     | ÖDP               | –                  | –                  | 112             | 0,2             |
|                     | PBC               | –                  | –                  | 104             | 0,2             |

## Wahl 1987
|                     | Partei            | Anzahl | %     |
| ------------------- | ----------------- | ------ | ----- |
| Wahlberechtigte     | Wahlberechtigte   | 72.945 | 100,0 |
| Wähler              | Wähler            | 62.127 | 85,2  |
| Ungültige Stimmen   | Ungültige Stimmen | 608    | 1,0   |
| Gültige Stimmen     | Gültige Stimmen   | 61.519 | 100,0 |
| davon               |                   |        |       |
| Karl-Heinz Ernst    | SPD               | 30.648 | 49,8  |
| Karin Schmidt       | CDU               | 21.511 | 35,0  |
| Heinrich Engelhardt | F.D.P.            | 5.251  | 8,5   |
| Martin Häusling     | GRÜNE             | 3.979  | 6,5   |
| Peter Lange         | DKP               | 130    | 0,2   |

## Wahl 1983
|                     | Partei            | Anzahl | %     |
| ------------------- | ----------------- | ------ | ----- |
| Wahlberechtigte     | Wahlberechtigte   | 72.445 | 100,0 |
| Wähler              | Wähler            | 63.437 | 87,6  |
| Ungültige Stimmen   | Ungültige Stimmen | 471    | 0,7   |
| Gültige Stimmen     | Gültige Stimmen   | 62.966 | 100,0 |
| davon               |                   |        |       |
| Karin Schmidt       | CDU               | 21.390 | 34,0  |
| Karl-Heinz Ernst    | SPD               | 33.906 | 53,8  |
| Joachim Repp        | GRÜNE             | 2.400  | 3,8   |
| Heinrich Engelhardt | F.D.P.            | 4.948  | 7,9   |
| Gustel Möller       | DKP               | 104    | 0,2   |
| Ingeborg Plewe      | LD                | 154    | 0,2   |
| Ralf Schauerhammer  | EAP               | 64     | 0,1   |

## Bisherige Wahlkreissieger
Direkt gewählte Abgeordnete des Wahlkreises Schwalm-Eder II waren:
| Jahr | Direktkandidat   | Partei | Stimmen in % |
| ---- | ---------------- | ------ | ------------ |
| 2018 | Christin Ziegler | CDU    | 29,6         |
| 2018 | Regine Müller    | SPD    | 42,9         |
| 2013 | Regine Müller    | SPD    | 42,9         |
| 2009 | Regine Müller    | SPD    | 38,8         |
| 2008 | Regine Müller    | SPD    | 44,4         |
| 2003 | Reinhard Otto    | CDU    | 44,5         |
| 1999 | Heinrich Haupt   | SPD    | 52,0         |
| 1995 | Karl-Heinz Ernst | SPD    | 48,5         |
| 1991 | Karl-Heinz Ernst | SPD    | 53,5         |
| 1987 | Karl-Heinz Ernst | SPD    | 49,8         |
| 1983 | Karl-Heinz Ernst | SPD    | 53,8         |